# Hexentanzplatz
Hexentanzplatz er et plateau inde i Bodetal, ovenover byen Thale i Harzen i den tyske delstat Sachsen-Anhalt.

## Historie
Hexentanzplatz (på dansk: Heksedansepladsen) er et udspring af en gammel saksisk kultur, hvor man natten til den 1. maj (Valborgsaften) fejrede skovenes og bjergenes gudinder ved at holde en stor fest. Da denne skik blev forbudt, fordi den blev anset for at være  hedensk, opstod i stedet ideen til, at det var heksene, der blev gjort til hovedpersoner. Heksedansepladsen var dermed blevet til. Efter overleveringen blev ideen født, fordi magthaverne ville sikre sig, at forbuddet mod at tilbede gudinderne blev overholdt og derfor sendte soldater, klædt ud som hekse, for at skræmme indbyggerne væk fra pladsen.
En tilsvarende heksedanseplads ligger ifølge overleveringen på toppen af bjerget Brocken, det som vi i Danmark kender som Bloksbjerg.

## Transport
Der kan køres med bil op til det højtliggende plateau, hvor der er fine parkeringsmuligheder.
Svævebanen Bodetal-Seilbahn går fra Thale op til Hexentanzplatz.

## Andet
På plateauet findes en række boder og restauranter samt det store bjerghotel, opført i midten af det forrige århundrede. Endvidere er der en mindre zoo, 'Tierpark Hexentanzplatz', der viser en række af de dyrearter, som naturligt hører til i Harzen. På området er der herudover en sommer-bobslædebane med adgang for både store og små, 'Harzbob' hedder den.

## Billedgalleri
- Hexentanzplatz, ca. 1900
- Svævebanestationen på Hexentanzplatz
- Walpurgishalle (Valborgshallen) på Hexentanzplatz
- Djævel
- Djævelens assistent
- Heks